# Q2 Stadium
Het Q2 Stadium is een multifunctioneel stadion in Austin, een stad in de Amerikaanse staat Texas.
De bouw van het stadion begon in september 2019 door het bouwbedrijf Austin Commerical. Gensler heeft het stadion ontworpen. In augustus 2019 werd het ontwerp goedgekeurd door de gemeente. De naam van het stadion werd bekend in januari 2021. Door de samenwerking met het bedrijf Q2 Holdings Inc. werd besloten de naam van dit stadion te sponsoren met die naam.
Er kunnen 20.500 toeschouwers in het stadion.
Het stadion wordt gebruikt door de voetbalclub Austin FC. De eerste internationale wedstrijd was op 16 juni 2021. Op die dag speelden de vrouwenvoetbalelftallen van de Verenigde Staten en Nigeria hier een vriendschappelijke wedstrijd (2–0). Het was de opening van het stadion. De thuisclub Austin FC speelde een aantal dagen later op 19 juni voor de eerste keer in dit stadion. Er werd gespeeld tegen San Jose Earthquakes, de wedstrijd eindigde in 0–0. Dit stadion werd gebruikt op de CONCACAF Gold Cup van 2021. De halve finale tussen Qatar en Verenigde Staten.

## Internationale wedstrijden
| No. | Datum          | Wedstrijd                  | Uitslag | Toernooi                        | Toeschouwers |
| --- | -------------- | -------------------------- | ------- | ------------------------------- | ------------ |
| 1.  | 16 juni 2021   | Verenigde Staten – Nigeria | 2–0     | Vriendschappelijk               | 20.500       |
| 2.  | 29 juli 2021   | Qatar – Verenigde Staten   | 0–1     | CONCACAF Gold Cup 2021          | 20.500       |
| 3.  | 7 oktober 2021 | Verenigde Staten – Jamaica | 2–0     | WK 2022 – Kwalificatie          | 20.500       |
| 4.  | 10 juni 2022   | Verenigde Staten – Grenada | 5–0     | CONCACAF Nations League 2022/23 | 20.500       |